# Nový Hrádek
Nový Hrádek (in tedesco Neubürgles) è un comune mercato della Repubblica Ceca facente parte del distretto di Náchod, nella regione di Hradec Králové.